# Ilha de Santo Estêvão
Santo Estêvão (em italiano Santo Stefano) é uma pequena ilha no mar Tirreno situada ao largo da costa do Lácio e da Campânia, na Itália. Tem uma forma circular de menos de 500 metros de diâmetro e uma extensão de aproximadamente 27 hectares. Encontra-se a dois quilômetros a leste da Ilha de Ventotene, pertencendo à comuna homônima.